# Sakura Nogawa
Sakura Nogawa (野川 さくら, Nogawa Sakura) (1 de marzo de 1978, Toyohashi, Prefectura de Aichi, Japón)  es una seiyū, actriz de radio y cantante. Afectuosamente llamada Sakunyan.En agosto de 2013, se tomó un descanso de la actuación de voz y el canto debido a su mala salud y regresó un año después. En febrero de 2017, anunció que ya había cambiado la agencia de Office Anemone.

## Filmografía

### Anime
1999
- HUNTER×HUNTER  (Tenkuu Tougijou no uketsuke Jou)

2001
- Tenshi no Shippo  (Inko no Tsubasa)
- Samurai Girl Real Bout High School  (Miyuki Onizuka)
- Sister Princess  (chica)
- Sadamitsu the Destroyer (Takasugi Mitsuko)
- Yu-Gi-Oh! Duel Monsters (joven Isis)
- Yobarete Tobidete Akubi-chan (Nemuta Koron)

2002
- Azumanga Daioh (Kaorin)
- Weiß kreuz Glühen (Kimi Miyasawa)
- Jing: King of Bandits  (Cidre)
- SAMURAI DEEPER KYO  (Toshiko)
- Pita Ten (Kaori Mitarai)
- Forza! Mario (Nana)
- MegaMan NT Warrior (AKI)

2003
- Ultra Maniac  (Pasokon)
- Tenshi no Shippo Chu!  (Inko no Tsubasa)
- Saint Beast 〜Saikemono niurinhen〜 (Inko no Tsubasa)
- Crayon Shin-chan  (Moe-P)
- D.C. ~Da Capo~  (Asakura Nemu)
- Nanaka 6/17 (Kuriko Aratama)
- World of Narue (Manaka Oatari)
- Narutaru (Hiroko Kaizuka)
- Popotan (Nono)

2004
- Daphne in the Brilliant Blue  (Takagi Tsukasa)
- Final Approach  (Shizuka Masuda)
- Pugyuru  (Ma○○○)
- My-HiME  (Shiho Munakata)
- Rozen Maiden  (Hinaichigo)

2005
- Girls Bravo  (Yukina)
- D.C.S.S. ~Da Capo Second Season~  (Nemu Asakura)
- My-Otome Hime  (Shiho Huit)
- Monchicchi  (Monchicchi-chan)
- Rozen Maiden Träumend  (Hinaichigo)

2006
- Otoboku - maidens are falling for me!  (Michiko Takane)
- Strawberry Panic  (Tsubomi Okuwaka)
- Hanoka  (Hanoka)
- Bincho-tan  (Kunugi-tan)
- Magikano  (Ayumi Mamiya)
- Save Me! Lollipop  (Rocca)
- RAY THE ANIMATION  (Rei)
- Lovedol ~Lovely Idol~  (Mizuki sakaki, Yui Arisugawa)
- Rozen Maiden: Ouvertüre  (Hinaichigo)

2007
- AYAKASHI  (Orie Natsuhara, Izumi Makihara)
- Venus Versus Virus  (Nene Mikumo)
- KimiKiss ~Pure Rouge~  (Nana Aihara)
- Suisui! Fuiji!  (Akka)
- Seto no Hanayome  (Edomae Luna)

2008
- attacked kuma3  (Kuma pink)
- Strike Witches  (Erica Hartmann)[5]

2009
- Arad Seki 〜Slap UP Party〜Slap  (Ryunmei Ranka)[6]
- Kotatsu Neko  (Shito)

2010
- Tentai Senshi Sun Red  (Mai-chan, niña, Prime)
- Shoku panmimī  (Mimii)
- Strike Witches 2  (Erica Hartmann, Ursula Hartmann)

2012
- La humanidad ha decaído (Hana-senpai)
- Eclipse total ( Talitha Manandar )
- Taputapu del Panda ( Taputapu , narración)

2019
- ¡La unidad 501 de Strike Witches despega! / ¡ World Witches despega! (2019-2021, Erica Hartmann  ) - 2 series

2022
- BanG Dream! Morfonicación (Mashiro Jaja)

### OVA
- Arcade Gamer Fubuki  (Fubuki Sakuragasaki)
- Aoi Umi no Tristia  (Nene Hampden)
- Ar Tonelico  (Misha)
- Gate Keepers 21  (Satoka Tachikawa)
- Cosplay Complex  (Chako Hasegawa)
- Seto no Hanayome  (Edomae Luna)
- Netoran Mono THE MOVIE  (Habanero-tan)
- My-Otome HiME Zwei  (Shito Huit)
- Memories Off #5 Togireta Film  (Asuka Hina)

### Anime versión teatro
- Azumanga Daioh  (Kaorin)
- Crayon Shin-chan: Densetsu wo Yobu Odore! Amigo! (Moe-P)

### Anime Web
- Penguin Musume Heart  (Cha Chi)

### SFX
- Kawaii! JeNny  (voz de JeNny)

### Videojuegos
- Gothic wa Mahou Otome (Hinaichigo)
- Rozen Maiden: Gebetgarten (Hinaichigo)
- Tales of Hearts (Peridot Hamilton)

## Discografía

### Singles
| Fecha de lanzamiento | Título                                  |
| -------------------- | --------------------------------------- |
| 2001-08-01           | Soyokaze no Rondo                       |
| 2002-01-26           | Heart no Puzzle                         |
| 2002-08-07           | Hoshi no Furu Oka                       |
| 2003-07-24           | SAKURA Magic ~shiawase ni narou~        |
| 2004-10-27           | Kimiiro Palette                         |
| 2004-12-01           | Joyeux Noël ~seinaru yoru no okurimono~ |
| 2006-01-25           | Motto!                                  |
| 2006-10-04           | Dual Love on the planet ~Hanoka~        |
| 2008-10-22           | Eternal Memory                          |
| 2009-5-27            | Party Play                              |
| 2009-8-55            | Sokujin no Pandora                      |
| 2010-01-29           | Last Stop                               |
| 2010-07-28           | Heavenly Days                           |
| 2011-04-20           | Morobito Kozorite                       |

### Álbumes
Álbum original
| Fecha de lanzamiento | Título                     |
| -------------------- | -------------------------- |
| 2003-02-05           | SAITA                      |
| 2004-03-01           | U.La.Ra                    |
| 2005-03-24           | PoTeChi                    |
| 2005-08-03           | Cherries                   |
| 2006-04-12           | Tenohira no naka no Lupica |
| 2007-08-01           | Kazeiro Renpu              |
| 2010-08-25           | Happy Harmonics            |

Mejor álbum
| Fecha de lanzamiento | Título                                     |
| -------------------- | ------------------------------------------ |
| 2008-12-24           | Nogawa Sakura SUPER BEST 〜Sakura no Uta〜 |

Cover álbum
| Fecha de lanzamiento | Título                 |
| -------------------- | ---------------------- |
| 2010-12-8            | WINTER SONG COVER BEST |

Character Song CD
| Fecha de lanzamiento | Título                                                    |
| -------------------- | --------------------------------------------------------- |
| 2002-02-28           | thunder of PP                                             |
| 2004-9-1             | D.C. 〜Da Capo〜 Vocal Selection Vol. 1 Ribbons & Candies |

### DVD
- SAKURA Clips 〜Nogawa Sakura VISUAL COLLECTION〜
- Nogawa Sakura 2nd Live Nyahho 〜♪TOUR2004 Haru・U・La・Ra
- Nogawa Sakura Count Down Live Documentary DVD&Poster Book
- Nogawa Sakura LIVE COLLECTION Vol. 1 Count Down Live Nyahho 〜♪New Year 2004-2005
- Nogawa Sakura LIVE COLLECTION Vol. 2 Nyahho 〜♪LIVE 2005 PoTeChi
- Nogawa Sakura LIVE COLLECTION Vol. 3 Sakura Nogawa Live Tour 2006
- Nogawa Sakura Birthday SpecialLive 〜SAKURA Selection〜
- Nogawa Sakura Nyahho〜♪TOUR2007 LoveNote
- RAMS LIVE FESTIVAL 2007
- Nogawa Sakura Nyahho〜♪TOUR2009 (Sakura no Uta)

### Photoalbum
- SAKURA Palette